# Sławno (województwo lubuskie)
Sławno – wieś w Polsce, położona w województwie lubuskim, w powiecie strzelecko-drezdeneckim, w gminie Strzelce Krajeńskie.
| SIMC    | Nazwa      | Rodzaj     |
| ------- | ---------- | ---------- |
| 0187493 | Chwytowo   | przysiółek |
| 0187487 | Ciecierzyn | przysiółek |

W latach 1975–1998 miejscowość położona była w województwie gorzowskim.